# Евансвілл
Евансвілл (англ. Evansville) — місто (англ. town) в США, в окрузі Натрона штату Вайомінг. Населення — 2746 осіб (2020).

## Географія
Евансвілл розташований за координатами 42°52′27″ пн. ш. 106°15′23″ зх. д. / 42.87417° пн. ш. 106.25639° зх. д. (42.874199, -106.256376).  За даними Бюро перепису населення США в 2010 році місто мало площу 9,27 км², з яких 9,16 км² — суходіл та 0,10 км² — водойми.

## Демографія
Згідно з переписом 2010 року, у місті мешкали 2544 особи в 967 домогосподарствах у складі 637 родин. Густота населення становила 274 особи/км².  Було 1109 помешкань (120/км²).
Расовий склад населення:
| - 90,8 % — білих - 1,7 % — корінних американців - 0,4 % — чорних або афроамериканців - 0,4 % — азіатів - 4,1 % — осіб інших рас |

До двох чи більше рас належало 2,6 %. Частка іспаномовних становила 12,5 % від усіх жителів.
За віковим діапазоном населення розподілялося таким чином: 28,9 % — особи молодші 18 років, 63,8 % — особи у віці 18—64 років, 7,3 % — особи у віці 65 років та старші. Медіана віку мешканця становила 29,1 року. На 100 осіб жіночої статі у місті припадало 98,6 чоловіків;  на 100 жінок у віці від 18 років та старших — 96,5 чоловіків також старших 18 років.
Середній дохід на одне домашнє господарство  становив 47 346 доларів США (медіана — 37 153), а середній дохід на одну сім'ю — 48 420 доларів (медіана — 38 864). Медіана доходів становила 43 333 долари для чоловіків та 27 143 долари для жінок. За межею бідності перебувало 10,9 % осіб, у тому числі 10,2 % дітей у віці до 18 років та 6,7 % осіб у віці 65 років та старших.
Цивільне працевлаштоване населення становило 1406 осіб. Основні галузі зайнятості: мистецтво, розваги та відпочинок — 14,9 %, освіта, охорона здоров'я та соціальна допомога — 11,3 %, науковці, спеціалісти, менеджери — 9,8 %, виробництво — 9,6 %.
За даними перепису 2000 року,
на території муніципалітету мешкало 2255 людей, було 848 садиб та 561 сімей.
Густота населення становила 340,1/осіб/км². Було 918 житлових будинків.
З 848 садиб у 39,2% проживали діти до 18 років, подружніх пар, що мешкали разом, було 41,3 %,
садиб, у яких господиня не мала чоловіка — 17,9 %, садиб без сім'ї — 33,8 %.
Власники 25,8 % садиб мали вік, що перевищував 65 років, а в 6,7 % садиб принаймні одна людина була старшою за 65 років.
Кількість людей у середньому на садибу становила 2,66, а в середньому на родину 3,15.
Середній річний дохід на садибу становив 25 375 доларів США, а на родину — 28 603 доларів США.
Чоловіки мали дохід 26 536 доларів, жінки — 17 981 доларів.
Дохід на душу населення був 11 657 доларів.
Приблизно 21,4 % родин та 25,9 % населення жили за межею бідності.
Серед них осіб до 18 років було 35,2 %, і понад 65 років — 15,4 %.
Середній вік населення становив 27 років.